# It All Belongs to Me
It All Belongs to Me (engl. für Das alles hier gehört mir) ist ein R&B-Song der US-amerikanischen Sängerinnen Brandy und Monica. Das Duett wurde am 6. Februar 2012 als dritte Single aus Monicas sechstem Studioalbum New Life und als erste Single aus Brandys bislang namenlosen ebenfalls sechsten Albums veröffentlicht.

## Hintergrund
Bereits im Jahre 1998 nahmen die beiden Interpretinnen ein Duett auf. Der Song The Boy Is Mine avancierte seiner Zeit zum Duett, welches am längsten Platz eins der Billboard Hot 100-Liste besetzen konnte und war einer der größten Hits der 1990er. Nach dem Duett gingen die beiden Sängerinnen, abgesehen von einem gemeinsamen Auftritt bei den MTV Video Music Awards im September desselben Jahres, musikalisch getrennte Wege, bis sie 2008 zum zehnjährigen Jubiläum des Songs und zwecks der Promotion der jeweils fünften Alben der Künstlerinnen, Human von Brandy und Still Standing von Monica, einen gemeinsamen Live-Auftritt absolvierten. Fortan kam bei beiden Musikerinnen in diversen Interviews oftmals ein zweites Duett zur Sprache. So erwähnte Monica im April 2010 eine mögliche Ballade mit Brandy, produziert von Polow da Don. Ende des Jahres 2011 schloss Brandy einen neuen Vertrag mit RCA Records ab. Wenige Tage später wurde bekanntgegeben, dass das Label J Records vollständig in RCA integriert wurde. Somit standen beide Sängerinnen erstmals beim selben Musiklabel unter Vertrag. Dementsprechend wurde die Veröffentlichung von Monicas Album, nachdem die beiden vorhergegangenen Singles Anything (To Find You) sowie Until It’s Gone Misserfolge verzeichnet hatten, von November auf den April verschoben, um so Zeit für die neue Zusammenarbeit mit ihrer Kollegin Brandy zu schaffen. Diese hatte zuvor bekanntgeben, bald eine von Sean Garrett geschriebene Produktion noch vor Weihnachten zu veröffentlichen, verschob selbige aber ebenfalls um sich dem Duett zu widmen. Im Januar 2012 wurde erstmals eine Pressemitteilung herausgegeben, auf dem das Duett It All Belongs to Me angekündigt wurde. Der Produzent Rico Love schrieb und produzierte die Mid-Tempo-Nummer. Am 6. Februar 2012 feierte der Titel beim Radiosender V-103 Weltpremiere. Die Download-Veröffentlichung erfolgt am 14. Februar 2012.

## Komposition
Rhythmisch handelt es sich bei dem Lied, um eine Mid-Tempo-Nummer. Produzent Rico Love unterlegte den Track mit „nach Beatles klingenden Gitarren“. Love stufte den Song stilistisch als ein „sehr souliges Contemporary R&B-Lied mit einem Einflüssen aus dem Pop“ Inhaltlich beschreibt der Song das Ende einer Liebesbeziehung. Nach den Aussagen von Love macht der Song da weiter, wo The Boy Is Mine endete. Die Protagonistin wirft ihren Ex-Freund aus ihrem Haus und gibt ihm zu verstehen, dass „die Klamotten, die Autos, die Ringe und auch das MacBook, [...] einfach alles“ ihr gehört.

“I wanted to make sure I made it a classic R&B record, but I definitely wanted to make sure that it had enough appeal to cross over and become a Top 40 record.”

„Ich wollte sicherstellen, dass ich eine typische R&B-Nummer mache, aber ich wollte [auch] sichergehen, dass genügend Crossover-Appeal vorhanden sei, dass der Song ein Top-40-Hit [in den Billboard Hot 100] wird“

## Live-Auftritte
Die erste Live-Darbietung war angesetzt auf den 11. Februar bei Clive Davis’ Pre-Grammy-Gala. Aufgrund des Todes von Whitney Houston am selben Tag wurde dieser Auftritt jedoch kurzfristig abgesagt. Am 16. Februar folgte dann der tatsächliche erste Liveauftritt bei der Tonight Show mit Jay Leno. Für den 10. April und den 11. April waren weitere Auftritte bei den Shows Good Morning America und The View angekündigt.

## Musikvideo
Die Regie zum Musikvideo wird Chris Robinson übernehmen, der schon für Brandys Full Moon und Monicas Everything to Me als Regisseur fungierte. Am 5. März feierte das Video seine Weltpremiere. Brandy verglich den Plot des Videos mit dem der Spielfilme Thelma & Louise und Warten auf Mr. Right.